# Elyptron
Elyptron là một chi bướm đêm thuộc họ Noctuidae.